# Блад, Ник
Ник Блад (англ. Nick Blood, род. 20 марта 1982, Лондон, Англия) — английский актёр, режиссёр и продюсер. Наиболее известен по роли Лэнса Хантера в телесериале «Агенты „Щ.И.Т.“».

## Ранняя жизнь и образование
Ник Блад родился в Лондоне 20 марта 1982 года. В семь лет он вступил в местный актёрский кружок и вскоре понял, что хочет стать актёром. Он учился в Грамматической школе сэра Генри Флойда (англ. Sir Henry Floyd Grammar School) и посещал Лондонскую академию музыкального и драматического искусства.

## Фильмография

### Кино
| Год  | Название на русском | Название на английском | Роль               | Примечания                     |
| ---- | ------------------- | ---------------------- | ------------------ | ------------------------------ |
| 2012 | Спайк Айленд        | Spike Island           | Дэйв Феймос        |                                |
| 2014 | Икс Мур             | X Moor                 | Мэтт               |                                |
| 2014 | Между местами       | Between Places         | Кристиан           | Короткометражка                |
| 2014 | Красный омар        | Red Lobster            | играет самого себя | Короткометражка                |
| 2014 | Обязательство       | Commitment             | мужчина            | Короткометражка                |
| 2015 | Фирменный новый ты  | Brand New-U            | Йохан              |                                |
| 2015 | Герой               | Hero                   |                    | Короткометражка Также режиссёр |

### Телевидение
| Год           | Название на русском       | Название на английском | Роль          | Примечания                                                                                                   |
| ------------- | ------------------------- | ---------------------- | ------------- | --- |
| 2009          | Чисто английское убийство | The Bill               | Мик Джонс     | Эпизод «Smash and Grab»                                                                                      |
| 2010          | Меркантильная девушка     | Material Girl          | Алекс         | Основной состав — 6 эпизодов                                                                                 |
| 2010          | Стэнли Парк               | Stanley Park           | Гарри Стивенс | Основной состав (пилотный эпизод)                                                                            |
| 2010          | Боевые дети               | Combat Kids            | Пол           | Основной состав — 3 эпизода                                                                                  |
| 2011          | Плохие                    | Misfits                | Дом           | Эпизод «Episode #3.5»                                                                                        |
| 2011–13       | Затроленный               | Trollied               | Киран         | Основной состав — 26 эпизодов                                                                                |
| 2012          | Враги общества            | Public Enemies         | Глен Смитфилд | Эпизоды «Pilot» и «Episode #1.2»                                                                             |
| 2013          | Он и она                  | Him & Her              | Ли            | Второстепенный состав — 5 эпизодов                                                                           |
| 2014          | Код убийства              | The Bletchley Circle   | Бен Глэдстоун | Второстепенный состав — 4 эпизода                                                                            |
| 2014          | Вавилон                   | Babylon                | Уорвик        | Основной состав — 7 эпизодов                                                                                 |
| 2014–16, 2017 | Агенты «Щ.И.Т.»           | Agents of S.H.I.E.L.D. | Лэнс Хантер   | Основной состав — 35 эпизодов (сезоны 2—3) Гость — 1 эпизод (сезон 5)                                        |
| 2019, 2022    | Эйфория                   | Euphoria               | Гас Ховард    | Эпизоды «The Trials and Tribulations of Trying to Pee While Depressed», «Ruminations: Big and Little Bullys» |